# Мерфи (Мисури)
Мерфи (енгл. Murphy) насељено је место без административног статуса у америчкој савезној држави Мисури.

## Демографија
По попису из 2010. године број становника је 8.690, што је 358 (-4,0%) становника мање него 2000. године.
| Група             | 2000.         | 2010.         |
| Белци             | 8.774 (97,0%) | 8.166 (94,0%) |
| Афроамериканци    | 20 (0,2%)     | 81 (0,9%)     |
| Азијати           | 39 (0,4%)     | 56 (0,6%)     |
| Хиспаноамериканци | 97 (1,1%)     | 208 (2,4%)    |
| Укупно            | 9.048         | 8.690         |